# Apiophora quadricinctata
Apiophora quadricinctata är en tvåvingeart som beskrevs av Artigas och Ricardo L. Palma 1979. Apiophora quadricinctata ingår i släktet Apiophora och familjen Mydidae. Inga underarter finns listade i Catalogue of Life.